# Juan José García Corral
Juan José García Corral  también conocido como Juan José (La Fuente de San Esteban, Salamanca, 22 de junio de 1952-Salamanca, 15 de julio de 2020) fue un torero español, y profesor de la escuela de tauromaquia de Salamanca. En 1968 se convirtió en el torero español más joven en tomar la alternativa, superado por El Juli treinta años después.

## Biografía
El 11 de agosto de 1968, con dieciséis años, tomó la alternativa en Manzanares (Ciudad Real), de manos de Andrés Hernando y actuando como testigo Gabriel de la Casa. El toro se llamaba Hullero, de la ganadería Conde de Mayalde, al que le cortó las dos orejas y el rabo. Se convirtió en el torero español más joven en tomar la alternativa, superado en 1998 por El Juli. La confirmación de la alternativa tuvo lugar en la plaza de Las Ventas (Madrid) el 17 de mayo de 1969, de manos de Santiago Martín El Viti, y de testigo actuó Francisco Rivera Paquirri. El toro de la alternativa fue Castañeta, de la ganadería de Francisco Galache. En 1969 abrió la puerta grande de la plaza de toros de Las Ventas de Madrid. El 7 de julio de 1971, a causa de un accidente de circulación a la altura de Aranda de Duero, viniendo de Pamplona, sufrió graves problemas en la vista. Fue operado varias veces por el oftalmólogo Marín Enciso en el Sanatorio de Toreros de Madrid. A causa de las lesiones se retiró como matador de toros. Reapareció un tiempo después en la plaza de toros de Haro, el 1 de agosto de 1971, en un mano a mano con Sebastián Palomo Linares, con toros de la ganadería Román Sorando. Al primero le cortó las dos orejas, y al que cerraba plaza las dos orejas y el rabo. Más tarde, a pesar de sus problemas de visión, realizó importantes faenas en plazas como las de Madrid y Salamanca, donde varias veces fue triunfador de la feria. Se retiró en la plaza de toros de la Fuente de San Esteban el 14 de mayo de 1989.
Desde 1989 hasta 2013 fue director de la Escuela de Tauromaquia de Salamanca. Desde 2013 hasta 2020 dirigió como apoderado la carrera profesional del torero Alejandro Marcos Iglesias. Falleció el 15 de julio de 2020 en el Hospital Clínico de Salamanca. En 2021 se inauguró una escultura en su honor en La Fuente de San Esteban.